# Vlatko Vukoslavić
Vlatko Vukoslavić (antes de 1325 - después del 26 de noviembre de 1383) fue un noble bosnio. Sirvió a los banes bosnios Esteban II, Tvrtko I y al rey Luis I de Hungría.

## Biografía
Vlatko era el hijo de Vukoslav Hrvatinić, y nieto de Hrvatin Stjepanić, progenitor de la familia Hrvatinić. Tenía dos hermanos, Vuk y Pavle. Se le menciona con sus hermanos en un documento fechado el 25 de mayo de 1325 y también en 1351, cuando se dirigió a la corte del ban Esteban II Kotromanić, junto con su primo Grgur Pavlović sobre el reparto de las propiedades de su abuelo Hrvatin; Vlatko representó a su familia como el hijo mayor de Vukoslav y Grgur a la suya como primogénito de Pavle Hrvatinić, otro hijo de Hrvatin.
Después de la muerte de Esteban II en 1353, Vlatko buscó mantener buenas relaciones con su sucesor, Tvrtko. Esperaba la confirmación de Tvrtko de los privilegios y bienes que había recibido de Esteban II. De Tvrtko, así como de sus padres, Vladislav y Jelena, y de su hermano, Vuk, Vlatko recibió dos documentos entre 1353 y 1354; los Kotromanić le garantizaron a Vlatko que nunca sería su rehén o prisionero. También confirmaron sus posesiones. En 1354, cuando Jelena regresó de la corte del rey Luis I de Hungría, los territorios fueron confirmados a Vlatko por una nueva carta. Según esa carta, Vlatko vivía en Ključ. 
A principios de 1357, las relaciones entre el ban bosnio y el rey húngaro se enfriaron. Algunos Hrvatinić se acercaron a Luis, pero Vlatko permaneció leal a Tvrtko. En el mismo año, el ban le emitió un documento garantizando que no sufriría ningún castigo por la infidelidad de su primo Grgur Pavlović. A cambio, Vlatko le debía el servicio militar a Tvrtko. Sin embargo, Vlatko se puso del lado de Luis durante el ataque húngaro a Bosnia en 1363. Fue mencionado por última vez en el documento del prefecto de Bazov el 26 de noviembre de 1383.